# Desmodium adscendens
Desmodium adscendens é uma Angiospermae, Fabaceae-Faboideae, conhecida popularmente como pega-pega, carrapicho, amor agarrado, amores do campo, amorico, carrapicho-beiço-de-boi, amores-do-campo e marmelada-de-cavalo.

## Origem e distribuição
Planta nativa na américa tropical disseminada por toda a América do Sul, Antilhas e África. No Brasil, ocorre em todo o território com maior expressão na planície litorânea, presente na Amazônia em terra firme.

## Biologia
Planta prostrada, com parte terminal dos ramos ereta. (Kurt G. Kissmann, 1992).

## Morfologia
Caule cilíndrico com aproximadamente 20 a 80 cm de altura, lenhoso com parte apical mais herbáceas; as folhas são alternas, compotas e trifolioladas, com presença de estípulas livres em formato triangular. Folíolos arredondados, o apical mais abovalados e os laterais com formato de semente. Margens inteiras com face ventral e dorsal, glabra e pubescentes respectivamente. Sua raiz é pivotante e as flores (folha) são zigomorfas com estandarte em evidencia, na cor lilás ou rosada, estames diadelfos e ovário subséssil.
As flores são organizados em inflorescência do tipo racemo, com brácteas na base dos pedicelos. O fruto é do tipo lomento, articulado de 1 a 3 cm de comprimento, com pilosidade, ele se articula individualmente, grudando em pelos e roupas, para a melhor dispersão.

## Classificação
- Espécie: Desmodium adscendens
- Família: Fabaceae
- Subfamília: Popilionoideae
- gênero: Desmodieae
- Nome popular: trevinho-do-campo, pega-pega

## Importância
É uma planta que contribui para o enriquecimento do solo com nitrogênio, possui valor alimentício de 15 a 20% de proteína bruta em matéria seca (para o gado) além de apresentar boa palatabilidade e também pode ser utilizado na medicina popular para infecção nos rins e estomago além de asma e bronquite (sem comprovação médica).